# Marin Boucher
Marin Boucher (Mortagne-au-Perche, 1587 – Québec, 25 marzo 1671) è stato un operaio francese. Fu uno dei primi coloni della Nuova Francia.
Prima di arrivare in Nordamerica Marin Boucher si sposò due volte: la prima nel 1611 con Julianne Baril; la seconda nel 1629, dopo la morte di Julianne, con Perrine Mallet. Di professione era carpentiere
Partito nel 1634 insieme a un piccolo gruppo di famiglie originarie dalla regione normanna del Perche che seguirono Robert Giffard, Marin Boucher venne accompagnato dalla moglie Perrine e da tre figli. L'anno successivo presero possesso di un terreno lungo il fiume San Lorenzo.